# Torshi

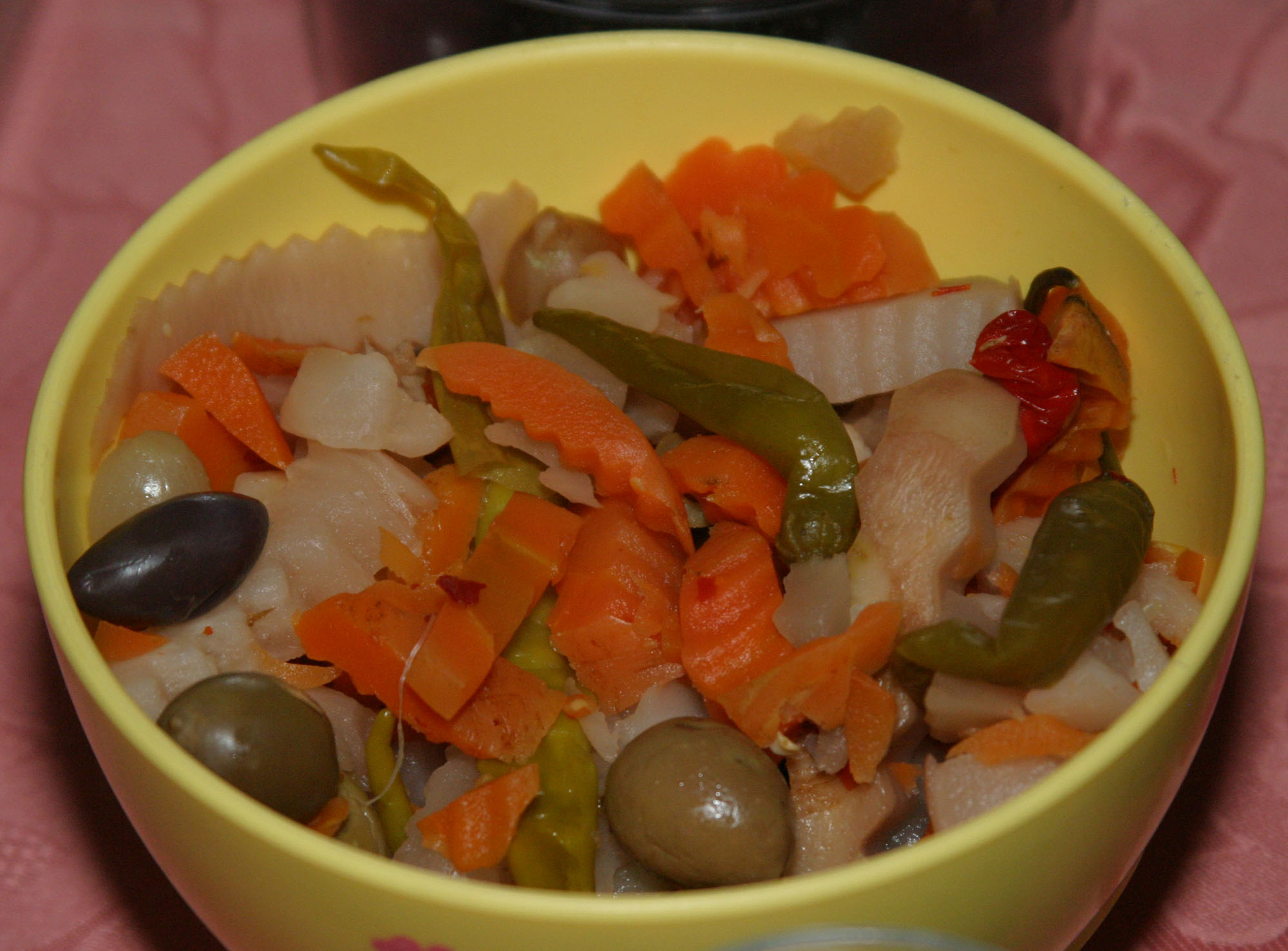
Torshi - egyptiskt tilltugg till Foul

Torshi (persiska:ترشی)   (arabiska: طرشي) (turkiska: Turşu) är ett tilltugg från Mellanöstern som består av inlagda rotfrukter, peppar och oliver som ofta äts tillsammans med Foul, Tameya och andra maträtter.
Ordet torshi kommer från det persiska ordet torsh, som betyder sur.